# Les Griffes de l'homme-loup
Les Griffes de l'homme-loup est un livre de la collection Chair de Poule, écrit par R. L. Stine, dans la collection française Bayard Poche. Il est le premier Chair de poule illustré, par Jean-Michel Nicollet (en noir en blanc, excepté la couverture). Ce livre est étrangement numéroté 101, alors qu'il est le 1er de la série Chair de Poule illustré. Il a été traduit par Marie-Hélène Delval.

## Présentation du livre américain (l'original)
Le titre original est The werewolf's first night - littéralement : la première nuit du loup-garou. Ce livre ne comprend, si on enlève toutes les illustrations, qu'une vingtaine de pages, alors qu'avec ses dessins il atteint 48 pages. Dans l'édition américaine, il est classé dans la série More tales to give you goosebumps - special edition 2.

## Résumé
Brian (8 ans) passe ses vacances au camping du Lac Noir... un endroit lugubre où il s'aperçoit que ses camarades - de 9 ans à 12 ans - mangent de la viande crue, se transforment, ont des dents pointues qu'ils font pivoter pour faire voir des dents "normales", hurlent à la Lune, courent la nuit en laissant derrière eux des traces de pattes de bêtes... Des loups-garous ! Comment faire pour leur échapper ? Sans compter que dans deux jours, c'est la prochaine pleine-lune, et il doit la passer avec eux ! S'en sortira-t-il ?...